# 柿並弘慶
柿並 弘慶（かきなみ ひろよし）は、戦国時代の武将。大内氏家臣。父は大内教幸。兄弟に牛久山口氏の祖となった山口任世がいる。

## 生涯
長禄4年（1461年）、大内教幸の子として生まれる。
応仁の乱の最中の文明2年（1470年）2月、将軍・足利義政は大内教幸（道頓）を大内氏当主と認め、本来の当主である大内政弘を討つよう命じた。法体の教幸に代わって、嫡男の大内加嘉丸が守護職に補任されたが、教幸は同年12月に挙兵した陶弘護に周防国玖珂郡で敗北。敗れた教幸は安芸国で仁保盛安と合流して石見国に転戦、さらに長門国阿武郡の賀年城を拠点に反攻しようとしたが、翌文明3年（1471年）12月に再び敗れて豊前国に落ち延びた（大内道頓の乱）。
この時期の弘慶（当時は千代丸）の動向は不明であるが、後に長門国阿武郡川上村の柿並谷に居住して、苗字を「大内」から「柿並」に改めた。また、「弘慶」という諱も、大内政弘から「弘」の偏諱を与えられたものとされる。
その後、弘慶は大内政弘・義興の2代に仕え、大永7年(1527年）6月28日に死去。享年67。子の隆幸が後を継いだ。